# Great Naval Battles IV
Great Naval Battles IV: Burning Steel, 1939-1942 est un jeu vidéo de simulation de combat naval développé par Divide By Zero et publié par Strategic Simulations en 1995. Il est le quatrième volet de la série  Great Naval Battles, après Great Naval Battles: North Atlantic 1939-1943, Great Naval Battles II et Great Naval Battles III, dont il reprend le système de jeu. Le jeu couvre, de manière plus étendues, les opérations décrites dans le premier épisode de la série. Il propose ainsi treize scénarios se déroulant dans l’océan Atlantique pendant la Seconde Guerre mondiale et qui retracent notamment la bataille du détroit de Danemark ou la bataille du Rio de la Plata. Il dispose également d’un éditeur de scénario et d’un générateur automatique de batailles. Comme ses prédécesseurs, il permet au joueur d’organiser l’ensemble des opérations d’une flotte, à partir du vaisseau amiral, ou de prendre les commandes d’un navire individuel,.

## Accueil
| Great Naval Battles IV |      |       |
| Média                  | Pays | Notes |
| Computer Gaming World  | US   | 2.5/5 |
| Gen4                   | FR   | 3/5   |
| PC Gamer US            | US   | 79 %  |